# Cosmarium schleiphackeanum
Cosmarium schleiphackeanum là một loài Song tinh tảo trong họ Desmidiaceae, thuộc chi Cosmarium.